# Holmen, Kimitoön
Holmen eller Ekhamns Holmen är en halvö i Finland. Den ligger i Kimitoön i landskapet Egentliga Finland, i den södra delen av landet, 140 km väster om huvudstaden Helsingfors.